# Centralización (análisis de redes sociales)
En análisis de redes sociales y teoría de grafos, el concepto de centralización o centralidad de grupo refiere a la centralidad a nivel grupal que tienen todos los vértices (o nodos o actores) dentro de un grafo o red social. Formalmente se definen a través de distintas medidas o estadísticos que permiten cuantificar propiedades de una red, como el rango o variabilidad de medidas de centralidad para actores individuales. Usualmente estas medidas se normalizan para retornar valores entre 0 y 1, de modo de poder hacer comparaciones entre distintas redes y casos de estudio.
Las medidas de centralización se relacionan también con medidas de compactación, dado que para muchas medidas, las redes más centralizadas tienden a su vez a ser las más compactas.

## Historia
El problema de medir la centralidad de actores individuales en sociogramas y redes sociales se inició a fines de los años 1940 e inicios de los años 1950, de forma paralela a los primeros estudios formales de cliques o camarillas en sociomatrices. Al menos a partir de Kephart (1950) y Proctor y Loomis (1951) (estos últimos responsables de la centralidad de grado) se definió la densidad, que actualmente es usada como una de las principales medidas de centralización. Durante los años 1950 y 1960, algunos de los investigadores pioneros en este problema, en particular Leavitt (1951),Faucheux y Moscovici (1960) y Mackenzie (1966), se comenzaron a preocupar sobre cómo medir la centralización del grupo de actores como un todo. Posteriormente, en los años 1970,Nieminen (1974) y Freeman (1977) buscaron formalizar estas ideas previas, que proponían que las redes más centralizadas debían ser aquellas que tenían menos actores centrales (es decir, con alta centralidad individual) y más actores periféricos (con baja centralidad individual). Paralelamente,Høivik y Gleditsch (1975) propusieron hablar de centralidad de una red sencillamente como la dispersión entre un conjunto de medidas de centralidad, idea instrumentalizada a través de la varianza por Snijders (1981).

## Medidas de centralización
Formalmente, una red social se puede representar como un grafo {\displaystyle G=(V,E)}, con {\displaystyle V=\{v_{1},\ldots ,v_{n}\}} el conjunto de {\displaystyle n=|V|} actores, vértices o nodos, y {\displaystyle E} el conjunto de {\displaystyle m=|E|} lazos interpersonales o aristas.

### Centralización general de Freeman
Freeman (1979) propuso una medida de centralización general, que se adapta a diversas medidas de centralidad clásicas como el grado, la cercanía y la intermediación. Dada una red social {\displaystyle G} de {\displaystyle n} actores, su medida de centralización general de Freeman, denotada {\displaystyle C_{A}(G)}, se define como:
{\displaystyle C_{A}(G)={\frac {\sum _{i=1}^{n}[C_{A}(v^{*})-C_{A}(v_{i})]}{\max \sum _{i=1}^{n}[C_{A}(v^{*})-C_{A}(v_{i})]}}}
donde {\displaystyle A} es una medida de centralidad, {\displaystyle C_{A}(v_{i})} es la centralidad del nodo {\displaystyle v_{i}} obtenida para esa medida, y {\displaystyle C_{A}(v^{*})} es la mayor centralidad obtenida por algún nodo en el grafo {\displaystyle G}. El numerador de la expresión, {\displaystyle \textstyle \sum _{i=1}^{n}[C_{A}(v^{*})-C_{A}(v_{i})]}, corresponde a la suma de las diferencias entre el valor máximo y los demás valores observados, mientras que el denominador, {\displaystyle \textstyle \max \sum _{i=1}^{n}[C_{A}(v^{*})-C_{A}(v_{i})]}, corresponde a la máxima suma de las diferencias posible de obtener en teoría para algún grafo dado (que usualmente, no será para el mismo {\displaystyle G}).
Los valores de la medida varían entre 0 y 1. Los valores son mayores en la medida que los actores más centrales de la red sean escasos. El mayor valor se alcanza cuando un único actor domina completamente a los demás actores, y el menor valor cuando todos los actores tienen la misma centralidad. Por lo tanto, esta medida general de centralización mide lo variables, heterogéneas o desiguales que son las centralidades de los actores para ciertas medidas de centralidad específicas.

### Centralización de grado

#### Centralización de grado de Freeman
Aplicando la fórmula general de Freeman (1979) para la centralidad de grado (en inglés, degreee), {\displaystyle C_{D}}, se obtiene:
{\displaystyle C_{D}(G)={\frac {\sum _{i=1}^{n}[C_{D}(v^{*})-C_{D}(v_{i})]}{\max \sum _{i=1}^{n}[C_{D}(v^{*})-C_{D}(v_{i})]}}={\frac {\sum _{i=1}^{n}[C_{D}(v^{*})-C_{D}(v_{i})]}{(n-1)(n-2)}}}
Note que el caso extremo del denominador se obtiene para un grafo estrella de {\displaystyle n} nodos, donde el nodo central tiene el grado máximo {\displaystyle n-1}, y los nodos periféricos tienen grado {\displaystyle 1}. Por lo tanto, como para cada uno de los {\displaystyle n-1} nodos periféricos se tiene una diferencia de {\displaystyle (n-1)-1=n-2}, la diferencia total del denominador resulta {\displaystyle (n-1)(n-2).}
Note también que así como el grafo estrella tiene centralización de grado {\displaystyle 1}, cualquier grafo regular, como por ejemplo el grafo ciclo, tendrá centralización de grado {\displaystyle 0}.
Para grafos dirigidos (o redes sociales con relaciones asimétricas), se pueden definir dos medidas de centralización de grado de Freeman diferentes, correspondientes al grado de entrada y al grado de salida. El denominador para estos casos es {\displaystyle (n-1)^{2}}:
{\displaystyle C_{D}^{-}(G)={\frac {\sum _{i=1}^{n}[C_{D}^{-}(v^{*})-C_{D}^{-}(v_{i})]}{(n-1)^{2}}}\,\,\,} y {\displaystyle \,\,\,C_{D}^{+}(G)={\frac {\sum _{i=1}^{n}[C_{D}^{+}(v^{*})-C_{D}^{+}(v_{i})]}{(n-1)^{2}}}}

#### Grado modal medio y densidad
Dada una red social representada como un grafo simple no dirigido, el Lema del apretón de manos dice que la suma de los grados de los nodos es igual al doble del número de aristas, es decir, {\displaystyle \textstyle \sum _{v\in V}C_{D}(v)=\sum _{v\in V}\delta (v)=2|E|=2m}. El grado modal medio o grado promedio (que denotaremos {\displaystyle {\bar {C}}_{D}}) es un estadístico definido como el grado promedio de los nodos:
{\displaystyle {\bar {C}}_{D}={\frac {\sum _{v\in V}C_{D}(v)}{n}}={\frac {2m}{n}}\,}
Como un grafo simple no dirigido tiene a lo más {\displaystyle n(n-1)/2} aristas, la expresión de arriba varía entre {\displaystyle 0} y {\displaystyle n-1}. Por lo tanto, se puede normalizar dividiendo por {\displaystyle n-1}, con lo que se obtiene la densidad de la red:
{\displaystyle \Delta ={\frac {\sum _{v\in V}C_{D}(v)}{n(n-1)}}={\frac {2m}{n(n-1)}}\,}
La densidad de una red varía entre {\displaystyle 0}, para los grafos vacíos, y {\displaystyle 1}, para los grafos completos. Al estar basada en promedios, es una medida menos descriptiva que la medida de centralización de grado de Freeman. De hecho, al no medir variabilidad entre valores de centralidad, para algunos investigadores y analistas no es considerada una medida de centralización propiamente tal. Por lo tanto, en análisis de redes sociales suele utilizarse de forma complementaria a la centralización de grado de Freeman, o considerando también la varianza de grados.

#### Varianza de grados
La varianza de los grados (que denotaremos {\displaystyle S_{D}^{2}}) mide la variabilidad de los grados de los nodos. Para grafos simples no dirigidos, formalmente se define como:
{\displaystyle S_{D}^{2}={\frac {\sum _{v\in V}(C_{D}(v)-{\bar {C}}_{D})^{2}}{n}}\,}
Al igual que con la centralización de grado de Freeman, si el grafo es regular, entonces {\displaystyle S_{D}^{2}=0}.Snijders (1981) recomienda normalizar esta medida por la máxima varianza posible, si bien también expresa la dificultad de encontrar este tipo de valores generales en grafos no dirigidos.Coleman (1964) propone una versión más general de la varianza de grado, basada en el concepto de entropía de la teoría de la información, para medir los niveles de «jerarquización» de una red.

### Centralización de cercanía

#### Centralización de cercanía de Freeman
Aplicando la fórmula general de Freeman (1979) para la centralidad de cercanía (en inglés, closeness), {\displaystyle C_{C}}, se obtiene:
{\displaystyle C_{C}(G)={\frac {\sum _{i=1}^{n}[C_{C}(v^{*})-C_{C}(v_{i})]}{\max \sum _{i=1}^{n}[C_{C}(v^{*})-C_{C}(v_{i})]}}={\frac {\sum _{i=1}^{n}[C_{C}(v^{*})-C_{C}(v_{i})]}{(n-1)(n-2)/(2n-3)}}}
donde {\displaystyle C_{C}(v)} está en su versión normalizada, a saber, para un grafo simple, {\displaystyle \textstyle C_{C}(v)=(n-1)/\sum _{v\in V}d(u,v)}.
Al igual que con la centralización de grado de Freeman, el caso extremo del denominador se obtiene para un grafo estrella de {\displaystyle n} nodos, donde el nodo central {\displaystyle u} tiene una distancia geodésica {\displaystyle d(u,i)=1} con todos los demás nodos periféricos {\displaystyle i}, los que a su vez tienen entre ellos una distancia {\displaystyle 2} con el resto de los {\displaystyle n-2} periféricos.Freeman (1979) demuestra que ese denominador es el adecuado utilizando inducción matemática.
Note que así como el grafo estrella tiene centralización de cercanía {\displaystyle 1}, cualquier grafo en que las distancias entre cada par de actores es la misma, como por ejemplo un grafo completo, tendrá centralización de grado {\displaystyle 0}.

#### Varianza de cercanías
La varianza de las cercanías (que denotaremos {\displaystyle S_{C}^{2}}) mide la variabilidad de los valores de centralidad de cercanía estandarizada de los nodos. Para grafos simples no dirigidos, formalmente se define como:
{\displaystyle S_{C}^{2}={\frac {\sum _{v\in V}(C_{C}(v)-{\bar {C}}_{C})^{2}}{n}}\,}, donde {\displaystyle {\bar {C}}_{C}={\frac {\sum _{v\in V}C_{C}(v)}{n}}} es la cercanía media (o promedio) normalizada de la red.
Al igual que con la centralización de cercanía de Freeman, si la distancia entre cada par de actores del grafo es la misma, entonces {\displaystyle S_{C}^{2}=0}.

#### Varianza y media de prestigio de proximidad
Sea {\displaystyle P_{P}(v)} el prestigio de proximidad de un nodo {\displaystyle v}. Esta es una variación de la cercanía usada exclusivamente en grafos dirigidos, que en lugar de considerar los caminos desde un nodo, considera los caminos hacia los demás nodos accesibles por este. Para este caso, tanto la media ({\displaystyle {\bar {P}}_{P}}) como la varianza ({\displaystyle S_{P}^{2}}) de esta medida pueden también considerarse medidas de centralización:
{\displaystyle {\bar {P}}_{P}={\frac {\sum _{v\in V}P_{P}(v)}{n}}\,\,\,} y {\displaystyle \,\,\,S_{P}^{2}={\frac {\sum _{v\in V}(P_{P}(v)-{\bar {P}}_{P})^{2}}{n}}\,}
Note que los valores de la media están entre 0, para un grafo vacío, y 1, para un grafo completo.

### Centralización de intermediación

#### Centralización de intermediación de Freeman
Aplicando la fórmula general de Freeman (1979) para la centralidad de intermediación (en inglés, betweenness), {\displaystyle C_{B}}, se obtiene:
{\displaystyle C_{B}(G)={\frac {\sum _{i=1}^{n}[C_{B}(v^{*})-C_{B}(v_{i})]}{\max \sum _{i=1}^{n}[C_{B}(v^{*})-C_{B}(v_{i})]}}={\frac {\sum _{i=1}^{n}[C_{B}(v^{*})-C_{B}(v_{i})]}{(n-1)^{2}(n-2)/2}}}
Si se reemplaza {\displaystyle C_{B}(G)} por su versión normalizada {\displaystyle C'_{B}(G)}, para la que la medida se multiplica por {\displaystyle 2/(n-1)(n-2)}, se obtiene la versión más simplificada de Freeman (1977):
{\displaystyle C_{B}(G)={\frac {\sum _{i=1}^{n}[C'_{B}(v^{*})-C'_{B}(v_{i})]}{n-1}}}
Al igual que con las centralizaciones de grado y cercanía de Freeman, el caso extremo del denominador se obtiene para un grafo estrella de {\displaystyle n} nodos, donde el nodo central {\displaystyle u} tiene una distancia geodésica {\displaystyle d(u,i)=1} con todos los demás nodos periféricos {\displaystyle i}, los que a su vez tienen entre ellos una distancia {\displaystyle 2} con el resto de los {\displaystyle n-2} periféricos.

#### Varianza de intermediaciones
La varianza de las intermediaciones (que denotaremos {\displaystyle S_{B}^{2}}) mide la variabilidad de los valores de centralidad de intermediación de los nodos. Para grafos simples no dirigidos, formalmente se define como:
{\displaystyle S_{B}^{2}={\frac {\sum _{v\in V}(C_{B}(v)-{\bar {C}}_{B})^{2}}{n}}\,}, donde {\displaystyle {\bar {C}}_{B}} es la intermediación media (o promedio) de la red.

#### Centralización de información
Existen medidas de centralización derivadas de la medida de centralidad de información, una generalización de la centralidad intermediación propuesta por Stephenson y Zelen (1989) e inspirada en la teoría de la información, que considera todos los caminos posibles entre actores, en lugar de solo las geodésicas o caminos más cortos. Sea {\displaystyle C_{I}(v)} la centralidad de información de un nodo {\displaystyle v}, la propuesta de Stephenson y Zelen (1989) es simplemente la media de la medida para todos los nodos de la red:
{\displaystyle {\bar {C}}_{I}=\sum _{v\in V}C_{I}(v)}
Sin embargo, esta medida depende del tamaño de la red, lo que dificulta compararla para redes de distinto tamaño. Por lo tanto, se puede recurrir nuevamente a la varianza. Sea {\displaystyle C'_{I}(v)} la centralidad de información normalizada de un nodo {\displaystyle v}:
{\displaystyle {\bar {S}}_{I}^{2}={\frac {\sum _{v\in V}(C'_{I}(v)-{\bar {C}}_{I})^{2}}{n}}}
Note que para este caso no se puede aplicar una centralización de información de Freeman, ya que se desconoce un denominador apropiado para la medida.